# Злато
Злато (Au, лат. aurum) јесте хемијски елемент. Злато је густо, мекано, сјајно, кован и светложути метал. То је хемијски елемент симбола Ау (Аурум на латинском језику, што значи сјај зоре) и атомски број 79 у периодном систему хемијских елемената. У његовом најчистијем облику, оно је светло, благо црвенкасто жут, густ, мекан, кован, и растегљив метал. Хемијски, злато је прелазни метал и елемент групе 11. Оно је један од најмање реактивних хемијских елеменат и чврсто је под стандардним условима. Злато се често јавља у слободном елементарном облику, као грумење или зрна, у стенама, у жицама, и у алувијалним депозитима. Оно се јавља у серијама чврстих раствора са природним елементом сребром (као електрум) и исто тако природно легиноса бакром и паладијумом. У ређим случајевима, оно се јавља у минералима у виду једињења злата, обично са телуром (телуриди злата).
Атомски број злата је 79, што га чини једним од тежих природних елемената. Сматра се да је настало у нуклеосинтези супернова, из колизија неутронских звезда, и да је било присутно у прашини из које је формиран Соларни систем. Пошто је Земља била истопљена када је формирана, скоро сво злато злато присутно у раној Земљи је вероватно потонуло у планетарно језгро. Стога, се сматра да је највећи део злата који је присутан данас у Земљиној кори и мантлу је доспео на Земљу касније, путем астероидног удара током Позног тешког бомбардовања, пре око 4 милијарде година.
Злато је отпорно на већину киселина, мада се раствара у царској води, смеши азотне киселине и хлороводоничне киселине, чиме се формира растворни тетрахлороауратни анјон. Злато је нерастворно у азотној киселини, која раствара сребро и базне метале. То својство је дуго кориштено за рефинисање злата и потврђивање присуства злата у металним објектима, одакле потиче термин киселински тест. Злато се исто тако раствара у алкалним растворима цијанида, што се користи у рударству и електроплатирању. Злато се раствара у живи, формирајући амалгамске легуре, мада то није хемијска реакција.

## Заступљеност
Злато је заступљено у земљиној кори у количини од 1,1×10−3  (енгл. parts per million, делова на милион). Готово редовно је у чистом елементарном стању у виду зрнаца или листића унутар кварцних стена или кварцног песка који настаје трошењем стена. Често се налази на секундарним лежиштима, алувионима, наплавинама или пешчаним наслагама, који потичу од трошења златоносних стена и накупљања златних зрнаца таложењем из воде у рекама и на обалама мора.
Злато готово увек прати сребро, понекад и пирит, арсенопирит и бакар. У природи се појављује и као метал силванит (AgAuTe4) хексагоналне структуре у кварцним венама у екструзивним стенама.
Највеће налазиште злата је на Витватерсранду у Јужноафричкој Републици, 1000 до 3000 м испод површине Земље, из којега потиче половина укупне количине произведеног злата у свету. Друга значајна налазишта су у САД (Калифорнија, Колорадо, Аљаска), Канада, Аустралија, Русија (Урал) и Перу.

## Особине
Злато има знатну специфичну тежину, доста високу температуру топљења и кључања и сразмерно малу тврдоћу (тврдоћа по Мохсу 2,5 до 3). Оно има површински центрирану кубну структуру. Тегљивост и ковност злата је изузетно велика – од 1 грама злата може да се извуче жица дужине 3 km, а ковањем или ваљањем могу да се добију листићи ("златне фолије") дебљине до 0.0001 милиметара. Такви листићи су 500 пута тањи од човечије длаке. Злато је најковнији метал. Поред сребра и бакра, спада у најбоље проводнике електричне струје и топлоте. Топлотна проводност злата износи 75% топлотне проводности сребра, а електрична проводност је 70% електричне проводности сребра.
Злато лако гради легуре. Жива раствара злато у ограниченој мери, те се лако формирају легуре и амалгам. Легуре злата с бакром и сребром су отпорне на азотну киселину ако садрже више од 25% злата.
Елементарно злато има карактеристичну јако жуту сјајну „златну“ боју. Самородно злато ретко може бити до жутонаранџасте сјајне боје. Злато је један од само три обојена метала; уз бакар и цезијум.
У природи се јавља само један стабилни изотоп 197Au, а постоји и шеснаест природних радиоактивних изотопа (најпознатији радиоактивни изотоп је 198Au).
Злато се не мења се на ваздуху. Злато је слабореактиван метал који се на ваздуху не мења ни при јаком загревању. Оно је отпорно на сумпор и водоник-сулфид, а са кисеоником не реагује независно од температуре. Изванредно је отпорно на утицаје воде, растворених алкалија, киселина и већине солних раствора. Раствара се само у царској води, зато што ова садржи  јон који стабилизује  јон при стварању комплексног јона тетрахлоро-ауратне(III)-киселине, . Сва растворна једињења злата су отровна.
Злато је исто тако подложно дејству натријум пероксида, хроматно/хромне киселине, калијум перманганата, чиме се формира злато хлорид; као и дејству материја које дају комплексе, као нпр. раствор калијум или натријум цијанида растварају злато дајући комплексне соли.
Злато је веома стабилно као елементарна материја и не преводи се лако у једињења, мада се његова инертност може заобићи превођењем у стабилне комплексе. Међу најстабилнијим комплексним једињењима злата су цијаноаурати, који у киселим растворима пролазе и хлороаурате.

## Добијање
У најстарије време, па чак и у прошлом веку, злато се искључиво добијало из златоносног песка насталог распадањем златоносних стена и накнадним испирањем природним водама. Данас се знатан део злата добија непосредно из таквих стена, које се претходно подвргавају дробљењу и млевењу. Данас се то изводи помоћу живе или цијанидним процесом.
Први од њих заснива се на стварању амалгама Au када се живом дејствује на у води растворену руду. Добијени амалгам подвргава се затим дестилацији, при чему жива предестилише, а злато остане у апарату за дестилацију. Највећи недостатак рада са живом је непотпуно извлачење злата, јер се најситнији његови делићи рђаво квасе живом и зато се не амалгамишу.
Супротно живином процесу, цијанидни процес омогућава да се злато практично извуче чак и из најсиромашнијих стена. Тога ради на самлевену златоносну стену дејствује се у присуству ваздуха врло разблаженим (0,03-0,2%) раствором натријум-цијанида. Тада злато прелази у раствор по реакцији
 из кога се може издвојити дејством металног цинка: 
 
Пречишћавање на један или други начин добијеног злата од примеса врши се најчешће врелом концентрованом сумпорном киселином или електролизом.

### Поступак са живом (амалгамација/амалгамирање)
Старији индустријски поступак са живом се заснива на одвајању злата од јаловине помоћу живе. Код овог поступка претходно се руде подвргавају дробљењу и млевењу, а затим се смрвљена руда темељно се обради водом и живом при чему се велик део злата при мешању амалгамира живом уз стварање амалгама злата у води растопљене руде, уз истовремено настајање грубозрнастог златоносног муља.
Амалгам се затим подвргава дестилацији, при чему се из насталог златног амалгама жива одваја дестилацијом и кондензовањем у хладњаку, док престало сирово злато остаје у уређају за дестилацију, те се касније топи у графитним лонцима.
Осим изразите отровности, највећи недостатак рада са живом је непотпуно издвајања злата, јер се његови најситнији делићи слабо растварају у живи, те не долази до потпуног искориштења руде.

### Цијанидни поступак
У новије време, у посљедњих 120 година, злато се добива цијанизацијом, тј. излуживањем злата из руде растворима цијанида. Тај је поступак омогућио брз пораст производње злата у последњих 50 година. Супротно живином поступку, цијанидни поступак омогућава издвајање злата готово у потпуности, чак и из најсиромашнијих стена.
У цијанидном поступку руда/стена се прво уситни до финоће муља, а затим се згусне у декантаторима до садржаја 50-60% воде и обради врло разблаженом 0,03-0,25%-тном раствором калијум или натријум цијанида уз снажно мешање и проветравање компримованим ваздухом, при чему кисеоник оксидује злато које одлази у раствору као комплексни цијанид.
Злато прелази у раствор путем реакције:
или
Из добијеног алкалног раствора злато се може издвојити додавањем цинковог (или алуминијумовог праха), тј. исталожи се редукцијом помоћу цинка:
или
Рафинација злата најчешће се врши врелом и концентрираном сумпорном киселином или електролизом.

### Електролитска рафинација бакра
Знатне количине злата заостају у анодном муљу при електролитској рафинацији бакра и сребра. Анодни муљ се рафинира електролитским поступком.
Електролиза:
Врло чисто злато (99,99% Au) производи се електролизом сировога злата. Као електролит служи раствор тетрахлороаурат(III) киселине. За аноде се користе блокови сировог злата, а за катоде фини златни лим (легура Au - Ag). Током електролизе се на катоди издваја злато чистоће 99,98%.

### Рециклирање отпада
Велике количине злата се добивају и употребом (рециклисањем) кориштеног и отпаднога злата; накит, зубна протетика, пигменти, електронски апарати, галванизација, итд.

### Остала добијања
Злато би се могло добити и из морске воде, у којој је растворено у облику хлоридног комплексног једињења, а може се синтетизирати и нуклеарном реакцијом, што би било својеврсно испуњење вишевековног сна алхемичара, али су ти поступци, због великих трошкова и малога искоришћења, економски неисплативи.

## Примена
Злато се користи за израду луксузних предмета и накита, и подлога више националних валуте, као монетарни стандард и као покриће платне моћи. Две трећине светских залиха злата налази се у облику златног новца и златних полуга у банковним трезорима. Злато се употребљава се за лемљење легура, прављење и позлаћивање накита, за бојање стакла (Касијусов златни пурпур) и припрему порцеланских глазура (златно рубинско стакло), у сликарству, као рефлектор топлоте, у зубарству и зубарској протетици.
Код примене злата за луксузне предмете оно се легира са другим металима, најчешће сребром и бакром. Често се количина злата у предметима изражава у каратима, који представљају масени удео злата у легури према 24-степеној скали. То значи да се 14-каратно злато састоји од 14/24 масе злата.
У медицини се користи за припрему колоидног раствора злата. Радиоактивни изотоп 198Au, с временом полураспада 2,67 дана, користи се у медицинској радиотерапији за третирање канцерогених тумора. Злато се налази у саставу неколико фармацеутских једињења која се користе у терапији артритиса.
Све више злата данас троши у електроници и галванотехници као састојак индустријских лемила у електронској индустрији за производњу најквалитетнијих електричних водова и контаката електричних инструмената и специјалних уређаја, најчешће као наноси на мање племените метале или легуре. Такође се у великим количинама користи и за програме истраживања свемира. Техничка употреба злата врло је ограничена и у том виду примене злато није незаменљиво.
Процењује се да је до краја 1973. у свету било произведено укупно око 80.950 тона злата. Годишња светска производња злата износи око 1000 т. Укупна вредност светских залиха злата износи данас око 70 милијарди долара. Две трећине тог износа налази се у облику златног новца или златних полуга у трезорима емисионих банака (првенствено у САД).
У продају елементарно злато долази најчешће у облику фолије, праха, штапова и жице.

## Легуре злата
Чисто злато је премекано за употребу, па се у практичној примени легира с другим металима  или и елементима из групе платинских метала. За разлику од чистог злата, његове легуре су тврђе и отпорније на хабање, па се користе за израду украса, новца  у електронској индустрији.
Злато од којег се кују златници може имати 1 до 10% бакра. Злато за накит је легура са сребром и бакром. Тзв. „тврдо злато“ је легура са само 1% титанијума. Тачка топљења легуре с бакром или никлом те с 30% сребра или паладијума битно је нижа од тачке топљења осталих легура и користи се као везивно средство за лемљење .Злато се врло лако легира са живом у златни амалгам.

### "Боје злата"
Осим на тврдоћу и отпорност на хабање, врста и удео легирајућег метала утичу и на боју легуре:
- Црвено злато садржи 25% бакра.
- Зелено злато настаје додатком хрома.
- Плаво злато има алуминијума или гвожђа.
- Жуто злато је легура с 25% сребра, позната због изразите жуте боје.
- Бело злато је најпознатија легура злата, после жутог злата.

## Означавање злата
Карати су се раније изражавали према 24-ступањској скали, што би значило да 14-каратно злато садржи 14 делова злата на 24 дела легуре, док 18-каратна легура злата садржи 75% злата и има финоћу 750 (750/1000‰). Данас се у већини земаља масени удео/садржај злата у предметима, накиту, легурама и др. се наводи/изражава као чистоћа („финоћа“) у хиљадитим деловима (промилима - ‰). Ознаке чистоће злата у каратима иду до 24 карата (999/1000; тј. 99,9%) при чему се такво злато сматра инвестицијским и лије се у пригодне полуге и кованице.
По данашњем означавању чисто злато има ознаку 1000 (нпр. златне полуге), а најчешће су легуре злата финоће 585 (идентично 14 карата), 750 (идентично 18 карата) и 986 /док се у Индији користи и злато финоће 913/ (идентично 22 карата).

## Једињења
Злато је у једињењима већином једновалентно (И) и тровалентно (III). Једињења злата су термички релативно нестабилна и загрејавањем се лако распадају при чему заостаје чисто злато. Злато формира и једињења са оксидационим бројем +2 (налази се само у комплексима са s-лигандима) и +5 (постоји само у једињењу с флуором (AuF5)).
Једињења у којима је злато једновалентно (+) могу постојати у воденим растворима само ако су везана у комплексним јонима. Примери таквих једињења су: злато(I) халогениди (AuBr, AuI и AuCl), злато(I) хидроксид (AuOH), злато(I) оксид, халогено-комплекси, цијано-комплекси и други.
Халогениди злата постоје као (III) халогениди (3, где је X = Cl, Br или I), који су хемијски врло слични (једино флуорид може да постоји као пентафлуорид) или као (I) halogenid (AuX). (III) халогениди имају квадратно планарну структуру, а (I) халогениди се обично јављају као линеарни комплекси с фосфинима и CO.
Важна су и једињења злата с алкалним цијанидима. То су безбојни, врло постојани натријумски цијаноаурати, који садрже анјон  и настају при добивању злата цијанизацијом.
- Злато(III) оксид једини је оксид злата. Није термички стабилан и већ се при 200 °C се распада.
- Злато() хлорид је најважније једињење злата. Кристализује се у облику црвених иглица када хлор при 200 °C делује на злато у фином раздељењу (листићима). Раствара се у води дајући смеђецрвени раствор који садржи комплексну трихлороксозлатну киселину .

С хлороводиком даје тетраклорзлатну(III) киселину, тј. ако се том раствору дода хлороводична киселина, настаје у раствору тетрахлор златна(III) киселина.
Злато(III) хлорид и Злато(III) бромид растварањем у води се хидролизују и дају  и , док  није растворан.
- Тетрахлорзлатна(III) киселина (аурохлоридна киселина, хлороауринска киселина, златнохлороводична киселина) се добија растварањем злата у царској води и упаравањем раствора са соном киселином.

Формира кристалне игле састава  (ауратне соли), жуте боје попут лимуна, које се на влажном ваздуху расквашавају, у води и алкохолу лако се растварају, а на кожи изазивају пликове; употребљава се у медицини, фотографији и у галванотехници (за позлаћивање).
Спада у најважнија једињења злата, а користи се у фотографској техници за тонирање слика на емулзији са сребровог нитрата.
Натријумска со те киселине је у продаји под именом „златна со“, а употребљава се у медицини, фотографији и за позлаћивање у галванотехници.

## Занимљивости
- Најтежа златна полуга на Земљи има масу од 250 kg.
- Грумен чистог самородног злата масе 120 kg је пронађен у Аустралији 1869. године.
- масе 100 килограма, номиналне вредности од милион долара, најчистија је „кованица“ икад произведена (999,99/1000).
- Цена злата је зависна од животног стандарда државе.
- Цена белог злата се не разликује од цене „жутог“ злата. Цена је иста као и код класичних ознака злата, дакле зависи искључиво од удела чистог злата у легури; што је већи постотак злата, то је виша цена белог злата.

### Симболика злата
Изузетност овог метала је последица његове племените и непроменљиве структуре, чињенице да се у природи налази ретко, и то у чистом облику и да је самим тим и скупо. Поред тога, сјај и некорозивност (чиме се не одликују други метали) симболички су везивани за непролазност и вечност, па је зато злато често служило за украшавање религиозних предмета, као веза са божанствима. Исијавање златне светлости било је повезивано са врховним божанствима која су у свим религијама, на овај или онај начин, била оличена у сунцу и његовој светлости.

### Златна грозница
Показало се да многи не могу одолети потрази за златом. Откако је употреба злата почела пре неколико миленијума, овај метал је мењао људске животе и смер историје. Током 19. века, златне грознице су уследиле након проналазака огромног грумења. Хиљаде људи су напустиле посао и породицу, и путовале на златна поља у Аустралији, Јужној Африци, Калифорнији, Британској Колумбији, Јукону, Аљасци и Северној Америци. Само је мален број њих успио да се обогати, копајући или испирајући злато.